# Fläckbröstad ibis
Fläckbröstad ibis (Bostrychia rara) är en fågel i familjen ibisar inom ordningen pelikanfåglar.

## Utseende och läte
Fläckbröstad ibis är en liten (47 cm) och mörk ibis. Den liknar olivibisen, men är mindre och slankare. Karakteristiskt är blå bar hud i ansiktet och fläckar på bröst och hals. Lätet består av ett trumpetande tvådelat gåslikt ljud.

## Utbredning och systematik
Fågeln förekommer i Liberia, Kamerun, Gabon, Demokratiska republiken Kongo och allra nordöstligaste Angola. Den behandlas som monotypisk, det vill säga att den inte delas in i några underarter.

## Levnadssätt
Fläckbröstad ibis är en mycket skygg och generellt fåtalig fågel som lever i undervegation i fuktig regnskog. Födan består av skalbaggar, larver, vattenlevande snäckor och maskar. Diet includes beetles, larvae, grubs, aquatic snails and worms.

## Status och hot
Arten har ett stort utbredningsområde, men tros minska i antal, dock inte tillräckligt kraftigt för att den ska betraktas som hotad. Internationella naturvårdsunionen IUCN listar därför arten som livskraftig (LC).